# メアリー・ウォロノフ
メアリー・ウォロノフ（Mary Woronov、1943年12月8日 - ）は、アメリカ合衆国ニューヨークブルックリン区生まれの女優である。

## 来歴
1943年ニューヨークブルックリン区に生まれる。キャリアのスタートはアーティストの巨匠であるアンディ・ウォーホルが主宰するショーなどのダンサーとしてだった。その後、1960年代後半あたりからはウォーホルが監督した『スーパーボーイ』や『チェルシー・ガールズ』などのアート映画に常連として女優デビュー。後に出版した自伝では、ウォーホルとの日々を綴っている。それから女優としての活動の場を広げてカルト映画などによく出演しており、カルト的な人気を誇る映画監督のポール・バーテルの作品にもよく顔を出していた。映画のみならず、テレビシリーズやテレビドラマなどにもゲスト出演しており、個性派女優として現在も活躍中である。

## 出演作品

### アンディ・ウォーホル作品
- スーパーボーイ Superboy (1966)
- チェルシー・ガールズ Chelsea Girls (1966)
- Hedy (1966)
- Kiss the Boot (1966)
- シャワー Shower (1966)
- 髭 The Beard (1966)
- The 24 Hour Movie (1967)

### 映画
- シュガー・クッキー Sugar Cookies (1973)
- 聖し血の夜 Silent Night, Bloody Night (1974)
- 邪悪の女王 Seizure (1974)
- デス・レース2000年 Death Race 2000 (1975)
- カバー・ガール Cover Girl Models (1975)
- ハリウッド・ブルバード Hollywood Boulevard (1976)
- ジャクソン・ジェイル Jackson County Jail (1976)
- 爆走!キャノンボール Cannonball! (1976)
- スタントライダーズ Hollywood Man (1976)
- Mr.ビリオン Mr. Billion (1977)
- ギャロマ '88 Bad Georgia Road (1977)
- ワン・アンド・オンリー The One and Only (1978)
- ロックンロール・ハイスクール Rock 'n' Roll High School (1979)
- ハートビープス/恋するロボットたち Heartbeeps (1981)
- フライパン殺人 Eating Raoul (1982)
- ゲット・クレイジー Get Crazy (1983)
- 超能力セックス・ウォーズ/エンジェルH.E.A.T.　Angel of H.E.A.T. (1983)
- ナイト・オブ・コメット Night of the Comet (1984)
- ヘルホール Hellhole (1985)
- ノーマッズ Nomads (1986)
- テラービジョン TerroeVision (1986)
- ブラック・ウィドー Black Widow (1987)
- ワーロック Warlock (1989)
- のるかそるか Let It Ride (1989)
- ウォッチャーズ2 Watchers II (1990)
- ディック・トレイシー Dick Tracy (1990)
- ハイスクール・ドリーム Rock 'n' Roll High School Forever (1990)
- 犬の眠る場所 Where Sleeping Dogs Lie (1991)
- リビング・エンド Livind End (1992)
- 性麗の館/プッシー・マンション Secrets of a Chambermaid (1998)
- ガーディアン 陰・獣・教・室 The Halfway House (2004)
- フロッグマン Frog-g-g! (2004)
- デビルズ・リジェクト マーダー・ライド・ショー2 The Devil's Rejects (2005)
- アタック・オブ・ザ・50フィート・チアリーダー Attack of the 50 Foot Cheerleader (2012)

### テレビドラマ
- チャーリーズ・エンジェル Charlie's Angeles (1976)
- Taxi TAXI (1979)
- ナイトライダー Knight Rider (1985)
- ジェシカおばさんの事件簿 Murder, She Wrote (1985)
- 世にも不思議なアメージング・ストーリー Amazing Stories (1986)
- フェアリー・テイル・シアター Faerie Tale Theatre (1986)
- 俺がハマーだ! Sledge Hammer (1987)
- ウイングス The Wings (1993)
- バビロン5 Babylon 5 (1994)